# Ozarba olimcorniculans
Ozarba olimcorniculans är en fjärilsart som beskrevs av Emilio Berio 1940. Ozarba olimcorniculans ingår i släktet Ozarba och familjen nattflyn. Inga underarter finns listade i Catalogue of Life.